# Вихиль, Диего
Диего Фернандес Вихиль и Коканья (исп. Diego Fernández Vijil y Cocaña; 1799, Тегусигальпа — 10 января 1845, Гранада) — государственный и военный деятель Центральной Америки, ближайший сподвижник генерала Франсиско Морасана.

## Биография
Родился в 1799 году; его родителями были Хосе Вихиль Фернандес и Мария Хосефа Коканья Фабрега. Окончил Национальный университет Леона, занимался адвокатской и нотариальной деятельностью в Тегусигальпе.
В это время в стране происходят значительные перемены. 15 сентября 1821 года была подписана Декларация независимости Мексики от Испании. Первая Мексиканская империя включила в себя территорию бывшей Новой Испании и генерал-капитанства Гватемала, однако в 1823 году от империи отделяются Соединённые Провинции Центральной Америки, куда вошли Гватемала, Гондурас, Сальвадор, Никарагуа и Коста-Рика.
Объединение провинций в одно государство было непрочным. Как во всей Латинской Америке, здесь произошло резкое разделение между либералами, для которых на первом месте было обеспечение равных прав на приобретение собственности, и консерваторами, пытавшимися сохранить социальную систему, оставшуюся с колониальных времен.
В 1824 году Вихиль, примкнув к либералам, становится членом Федерального парламента. В 1826—1827 занимает пост губернатора Тегусигальпы, но после занятия города войсками Федерального президента Мануэля Хосе Арсе был арестован. Освобожден после вступления армии Морасана в город 11 ноября 1827 года.

### Верховный правитель штата Гондурас
После победы армии Морасана над федеральными войсками консерваторов в битве при Ла-Тринидад в ходе гражданской войны, Вихиль был назначен заместителем правителя штата Гондурас. С 7 марта 1828 года до 2 декабря 1829 года являлся верховным правителем Гондураса.
Под его руководством парламент провел секуляризацию имущества духовенства. Церковные земли перешли государству, несколько монастырей и другие здания были заняты под общественные нужды.

### Верховный правитель штата Сальвадор
Генерал Морасан назначил Вихиля верховным правителем Сальвадора 1 февраля 1836 года. Он служил с небольшим перерывом до 6 января 1838 года. Его правление оказалось не совсем удачным. В эти годы в Сальвадоре вспыхнула эпидемия холеры, распространенная паломниками возвращающимися из Эскипуласа. На борьбу с эпидемией правительство Вихиля бросило все средства за исключением оплаты государственных служащих, но холера продолжала бушевать. К январю 1837 года болезнь распространилась по всем поселениям страны. Борьба с холерой полностью истощила государственную казну, 8 января 1837 года парламент принял ежегодный бюджет, всего 85 028 песо.
23 мая 1837 года вспыхнули восстания в Сакатеколуке и Кохутепеке, сопровождаемые убийствами и разбоями. Восставшим удалось прорваться к Санта-Ане, но уже в июне были разбиты правительственными войсками. Вихиль не стал преследовать бунтовщиков, и амнистировал всех участников.
6 января 1838 года на посту Верховного правителя Сальвадора Вихиля заменил Тимотео Менендес.

### Президент Соединенных Провинций
После того, как федеральный вице-президент Хосе Грегорио Саласар был убит во время занятия города Гватемалы силами мятежника Рафаэля Карреры, Вихиль был назначен 1 февраля 1838 года на его пост. Спустя год, 1 февраля 1839 года, Морасан, пытаясь сохранить Федерацию, передал президентство Вихилю, но к тому времени либералы не пользовались массовой поддержкой, которая требовалась для сохранения единства Центральной Америки. Против правительства Морасана объединилось большинство провинций. Никарагуа, Гондурас и Коста-Рика вышли из Федерации в 1838 году, следом за ними 17 апреля 1839 годы вышла Гватемала. Это оставило Федерацию только с одним участником, Сальвадором. 31 марта 1840, Сальвадор расторг федерацию, и срок полномочий Вихиля как президента, закончился.

### Последние годы
8 апреля 1840 года Вихиль поддержал захват власти Морасаном в Коста-Рике. После свержения и расстрела Морасана 15 сентября 1842 года в Сан-Хосе, Вихиль перебрался в Гранаду, где оставался до своей смерти в 1845 году.